# エア・アスタナ
エア・アスタナ（Air Astana）は、カザフスタンの航空会社である。

## 概要
首都・アスタナに本拠地を置く同国のフラッグ・キャリア。ヌルスルタン国際空港と旧首都のアルマトイ国際空港をハブ空港として国内外に運航している。自転車ロードレースのアスタナ・チームのメインスポンサーでもある。
航空券の座席予約システム（CRS）は、アマデウスITグループが運営するアマデウスを利用している
。

## 歴史

2014年時点での就航国

エア・アスタナは2001年9月に設立され、2002年5月に3機のボーイング737をリースし営業を開始した。その後さらに3機のボーイング757が加わったほか、2004年にはフォッカー 50も導入され、国内線のネットワークが大きく拡大した。2004年2月に国営のエア・カザフスタンが清算された後は全路線をカザフスタン航空から引き継ぐとともにカザフスタンのフラッグ・キャリアとなった。現在は1800人ほどの従業員を抱え、ルフトハンザドイツ航空との提携によってさらに航空網の拡大をしている。株式の51%をカザフスタン政府が所有し、残りの49%をイギリスの防衛航空宇宙企業BAEシステムズが所有している。
2008年にはカザフスタン政府により日本への乗り入れを希望し、日本政府側と早期の直行便開設で合意した。その際、関西国際空港への発着枠は認められたものの、就航を希望する首都圏（羽田か成田）には認められていない。2009年当時、両空港への発着枠は当分与えられる見込がないため、原子力関連で関係が深く、首都圏に近い茨城への就航を検討しているとされた。日本・カザフスタン間の渡航は、2019年からSCAT航空が東京/成田～ヌルスルタン線の運航を行っている。また、2015年3月、翌月に社長就任を控えたANAホールディングス（ＨＤ）の片野坂真哉副社長は、日本の航空会社が就航していない中央アジアに路線を開設する考えを発表した。「資源が豊富なカザフスタンなどを含む中央アジアへの路線は、日本の航空会社で初めて」とのこと。
早ければ2024年にアルマトイと東京/成田線を結ぶ路線を開設する見込みだと発表していたが機材繰りの影響で開設が2026年の春ごろになるずれ込む見通しとなった。使用機材はA321LRを使用する予定。それにあわせて日本航空とコードシェアを開始する予定で対象路線は日本航空は東京と札幌、名古屋、大阪、福岡、那覇を結ぶ便でエアアスタナはアルマトイとアスタナ、アティラウを結ぶ便。

## 就航都市

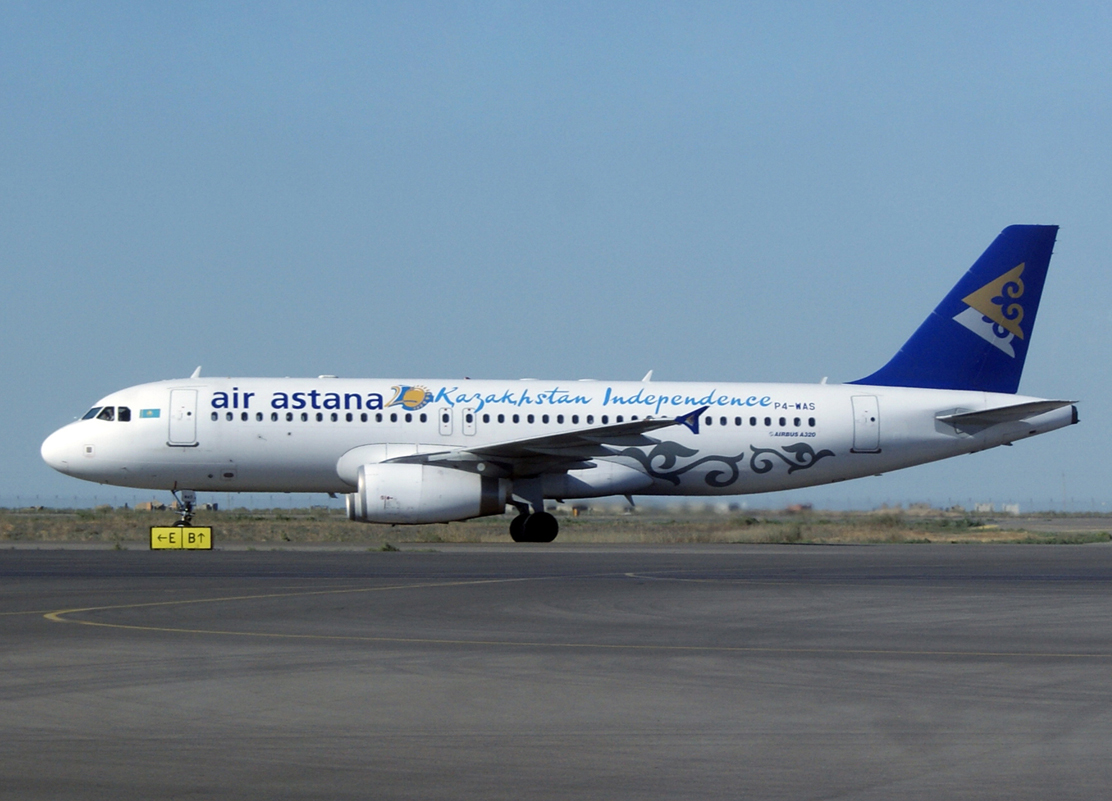
保有するエアバスA320型機 2011年

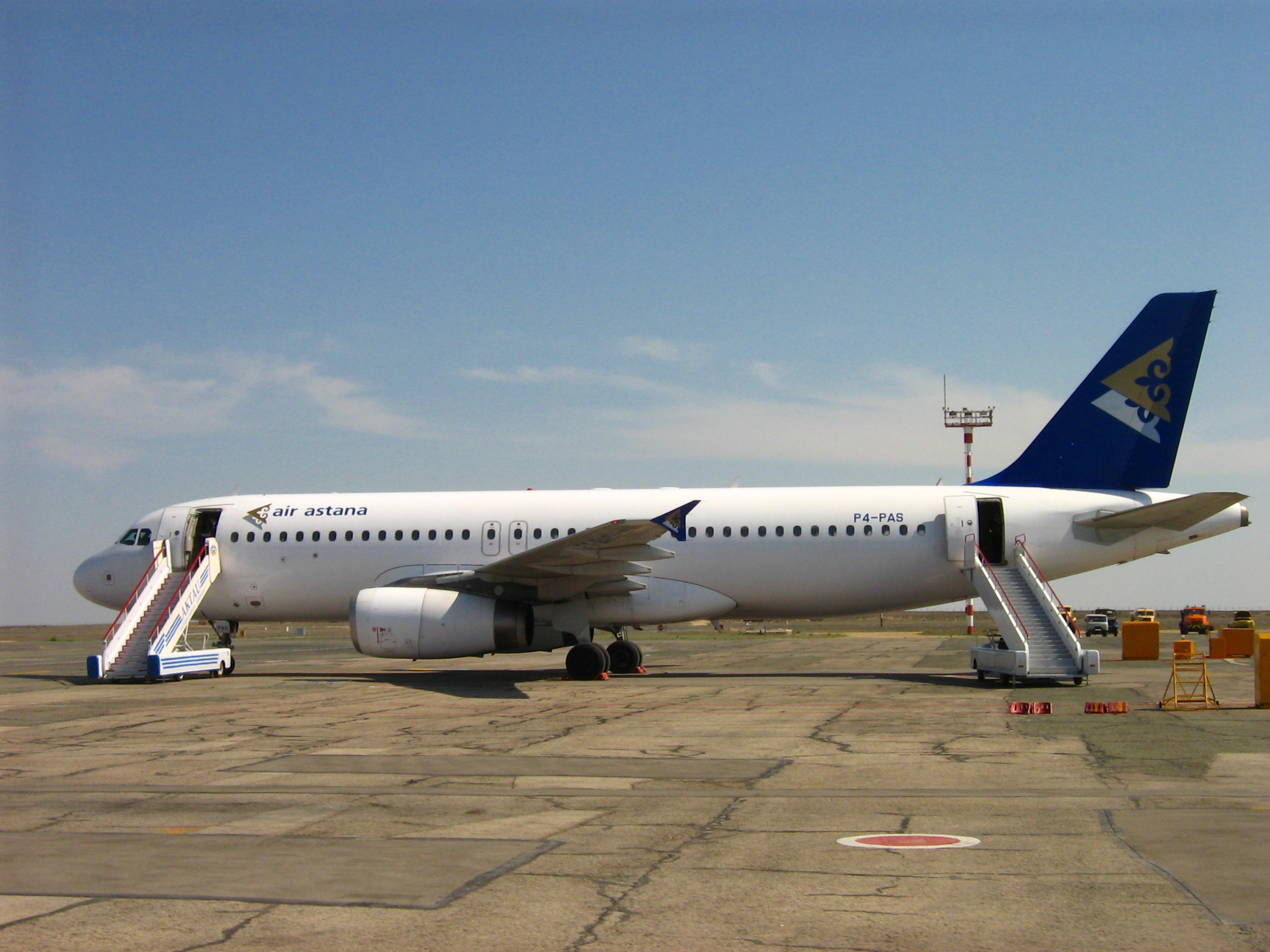
保有するエアバスA320-232型機（機体記号 : P4-PAS）

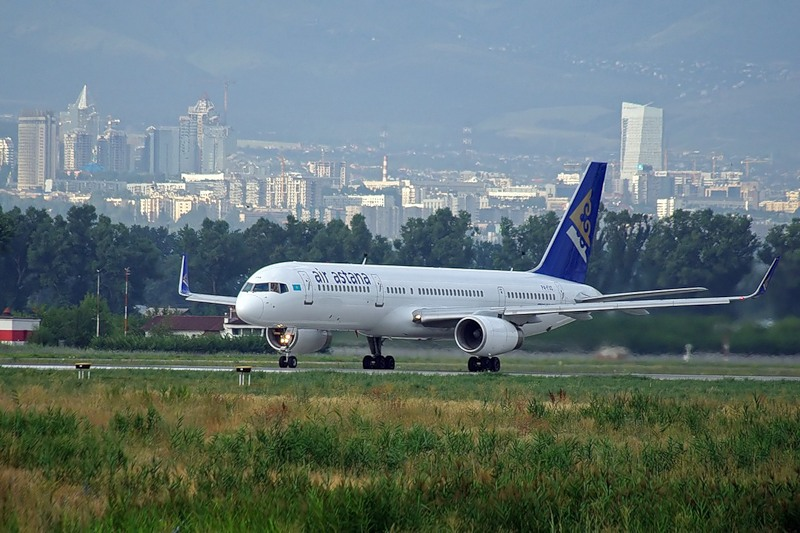
アルマトイ国際空港から離陸するBoeing 757-200型機

| エア・アスタナ 就航都市（2024年8月現在） | エア・アスタナ 就航都市（2024年8月現在） | エア・アスタナ 就航都市（2024年8月現在） | エア・アスタナ 就航都市（2024年8月現在）               | エア・アスタナ 就航都市（2024年8月現在） |
| ---------------------------------------- | ---------------------------------------- | ---------------------------------------- | ------------------------------------------------------ | ---------------------------------------- |
| 国                                       | 都市                                     | 空港                                     | 備考                                                   |                                          |
| 中央アジア                               |                                          |                                          |                                                        |                                          |
| カザフスタン                             | アスタナ                                 | ヌルスルタン国際空港                     |                                                        |                                          |
| カザフスタン                             | アルマトイ                               | アルマトイ国際空港                       |                                                        |                                          |
| カザフスタン                             | アクタウ                                 | アクタウ空港                             |                                                        |                                          |
| カザフスタン                             | アクトベ                                 | アクトベ空港                             |                                                        |                                          |
| カザフスタン                             | アティラウ                               | アティラウ空港                           |                                                        |                                          |
| カザフスタン                             | カラガンダ                               | カラガンダ空港                           |                                                        |                                          |
| カザフスタン                             | コスタナイ                               | コスタナイ空港                           |                                                        |                                          |
| カザフスタン                             | クズロルダ                               | クズロルダ空港                           |                                                        |                                          |
| カザフスタン                             | オスケメン                               | オスケメン空港                           |                                                        |                                          |
| カザフスタン                             | パヴロダル                               | パヴロダル空港                           |                                                        |                                          |
| カザフスタン                             | ペトロパブル（ペトロパブロフスク）       | ペトロパブル空港                         |                                                        |                                          |
| カザフスタン                             | ジェスカスガン                           | ジェスカスガン空港                       |                                                        |                                          |
| カザフスタン                             | シムケント                               | シムケント空港                           |                                                        |                                          |
| キルギス                                 | ビシュケク                               | マナス国際空港                           |                                                        |                                          |
| ウズベキスタン                           | タシュケント                             | タシュケント国際空港                     |                                                        |                                          |
| タジキスタン                             | ドゥシャンベ                             | ドゥシャンベ空港                         |                                                        |                                          |
| 東アジア                                 |                                          |                                          |                                                        |                                          |
| 中国                                     | 北京                                     | 北京首都国際空港                         |                                                        |                                          |
| 中国                                     | ウルムチ                                 | ウルムチ地窩堡国際空港                   |                                                        |                                          |
| 香港                                     | 香港                                     | 香港国際空港                             | 運航終了                                               |                                          |
| 韓国                                     | ソウル                                   | 仁川国際空港                             |                                                        |                                          |
| 南アジア                                 |                                          |                                          |                                                        |                                          |
| インド                                   | デリー                                   | インディラ・ガンディー国際空港           |                                                        |                                          |
| モルディブ                               | マレ                                     | ヴェラナ国際空港                         |                                                        |                                          |
| 東南アジア                               |                                          |                                          |                                                        |                                          |
| マレーシア                               | クアラルンプール                         | クアラルンプール国際空港                 | 運航終了                                               |                                          |
| タイ                                     | バンコク                                 | スワンナプーム国際空港                   |                                                        |                                          |
| タイ                                     | プーケット                               | プーケット国際空港                       |                                                        |                                          |
| ベトナム                                 | ホーチミンシティ                         | タンソンニャット国際空港                 | 運航終了                                               |                                          |
| 西アジア                                 |                                          |                                          |                                                        |                                          |
| アラブ首長国連邦                         | アブダビ                                 | アブダビ国際空港                         | 運航終了                                               |                                          |
| アラブ首長国連邦                         | ドバイ                                   | ドバイ国際空港                           |                                                        |                                          |
| サウジアラビア                           | ジッダ                                   | キング・アブドゥルアズィーズ国際空港     |                                                        |                                          |
| ヨーロッパ                               |                                          |                                          |                                                        |                                          |
|                                          |                                          |                                          |                                                        |                                          |
| ロシア                                   | サンクトペテルブルク                     | プルコヴォ空港                           | 運航終了                                               |                                          |
| ロシア                                   | モスクワ                                 | シェレメーチエヴォ国際空港               | 2019年10月27日よりドモジェドヴォ空港へ移行予定運航終了 |                                          |
| ロシア                                   | ノヴォシビルスク                         | トルマチョーヴォ空港                     | 運航終了                                               |                                          |
| ロシア                                   | カザン                                   | カザン国際空港                           | 運航終了                                               |                                          |
| ロシア                                   | エカテリンブルク                         | コルツォヴォ国際空港                     | 運航終了                                               |                                          |
| ロシア                                   | オレンブルク                             | オレンブルク中央空港                     | 運航終了                                               |                                          |
| ロシア                                   | オムスク                                 | オムスク・ツェントラーリヌイ国際空港     | 運航終了                                               |                                          |
| ロシア                                   | サマーラ                                 | クルモチ国際空港                         | 運航終了                                               |                                          |
| トルコ                                   | イスタンブール                           | アタテュルク国際空港                     |                                                        |                                          |
| トルコ                                   | アンタルヤ                               | アンタルヤ国際空港                       |                                                        |                                          |
| トルコ                                   | ボドルム                                 | ミラスボドルム空港                       |                                                        |                                          |
| ドイツ                                   | フランクフルト                           | フランクフルト空港                       |                                                        |                                          |
| スペイン                                 | バルセロナ                               | バルセロナ・エル・プラット国際空港       | 運航終了                                               |                                          |
| チェコ                                   | プラハ                                   | ルズィニエ国際空港                       | 2015年就航予定運航終了                                 |                                          |
| フランス                                 | パリ                                     | シャルル・ド・ゴール国際空港             | 運航終了                                               |                                          |
| オランダ                                 | アムステルダム                           | アムステルダム・スキポール空港           |                                                        |                                          |
| イギリス                                 | ロンドン                                 | ロンドン・ヒースロー空港                 |                                                        |                                          |
| ウクライナ                               | キーウ                                   | ボルィースピリ国際空港                   | 運航終了                                               |                                          |
| アゼルバイジャン                         | バクー                                   | ヘイダル・アリエフ国際空港               |                                                        |                                          |
| ジョージア                               | トビリシ                                 | トビリシ国際空港                         |                                                        |                                          |
| ジョージア                               | バトゥミ                                 | バトゥミ国際空港                         |                                                        |                                          |
| ギリシャ                                 | イラクリオン                             | イラクリオン国際空港                     |                                                        |                                          |
|                                          |                                          |                                          |                                                        |                                          |

## 受賞歴
2014年以降、以下の賞を受賞している。
- 2014年7月 スカイトラックス・ワールド・エアライン・アワード　中央アジア／インド・ベスト航空賞2014Air Astana Celebrates Triple Skytrax Success
- 2014年7月 スカイトラックス・ワールド・エアライン・アワード　中央アジア／インド・ベストスタッフサービス賞2014Air Astana Celebrates Triple Skytrax Success
- 2014年9月　カザフスタン電子商取引リーダーシップ賞leadership of E-commerce development in Kazakhstan
- 2015年2月　エア・トランスポート・ワールド(ATW)誌エアライン・マーケット・リーダー賞2015ATW Airline Market Leader Award 2015
- 2015年3月　CISビジネス・リーダー賞2015年　CIS Business Leader Award

## コードシェア
以下の航空会社とコードシェアを行っている。
- アシアナ航空
- エールフランス
- オーストリア航空
- ターキッシュエアラインズ
- エティハド航空
- ルフトハンザドイツ航空
- KLMオランダ航空
- LOTポーランド航空

## ヨーロッパ航路
EU圏内への路線は、2009年7月14日から乗り入れが禁止されていた（これはEUのブラックリスト指定にされたことによる措置）。2014年4月10日に乗り入れ禁止は解除され、機種に一部制限があるものの乗入れが可能になった。2015年12月10日現在では、エア・アスタナの保有する全ての機種について、EUへの乗り入れは禁止されていない。

## 機材

### 現在の保有機材
| 機材                | 運用数 | 発注数 | 座席数 | 座席数 | 座席数 | 備考               |
| 機材                | 運用数 | 発注数 | C      | Y      | 計     | 備考               |
| ------------------- | ------ | ------ | ------ | ------ | ------ | ------------------ |
| エアバスA320neo     | 11     | -      | 16     | 132    | 148    |                    |
| エアバスA321-200    | 3      | -      | 28     | 151    | 179    |                    |
| エアバスA321neo     | 5      | -      | 28     | 151    | 179    |                    |
| エアバスA321neo     | 5      | -      | 28     | 156    | 184    |                    |
| エアバスA321LR      | 11     | -      | 16     | 150    | 166    |                    |
| ボーイング767-300ER | 3      | -      | 30     | 193    | 223    |                    |
| ボーイング787-8     | -      | 3      | 未定   | 未定   | 未定   | 2026年より導入予定 |
| ボーイング787-9     | -      | 3      | 未定   | 未定   | 未定   | 2026年より導入予定 |
| フライアリスタン    |        |        |        |        |        |                    |
| エアバスA320-200    | 15     | -      | -      | 180    | 180    |                    |
| エアバスA320neo     | 12     | -      | -      | 188    | 188    |                    |
| 計                  | 60     | 6      |        |        |        |                    |

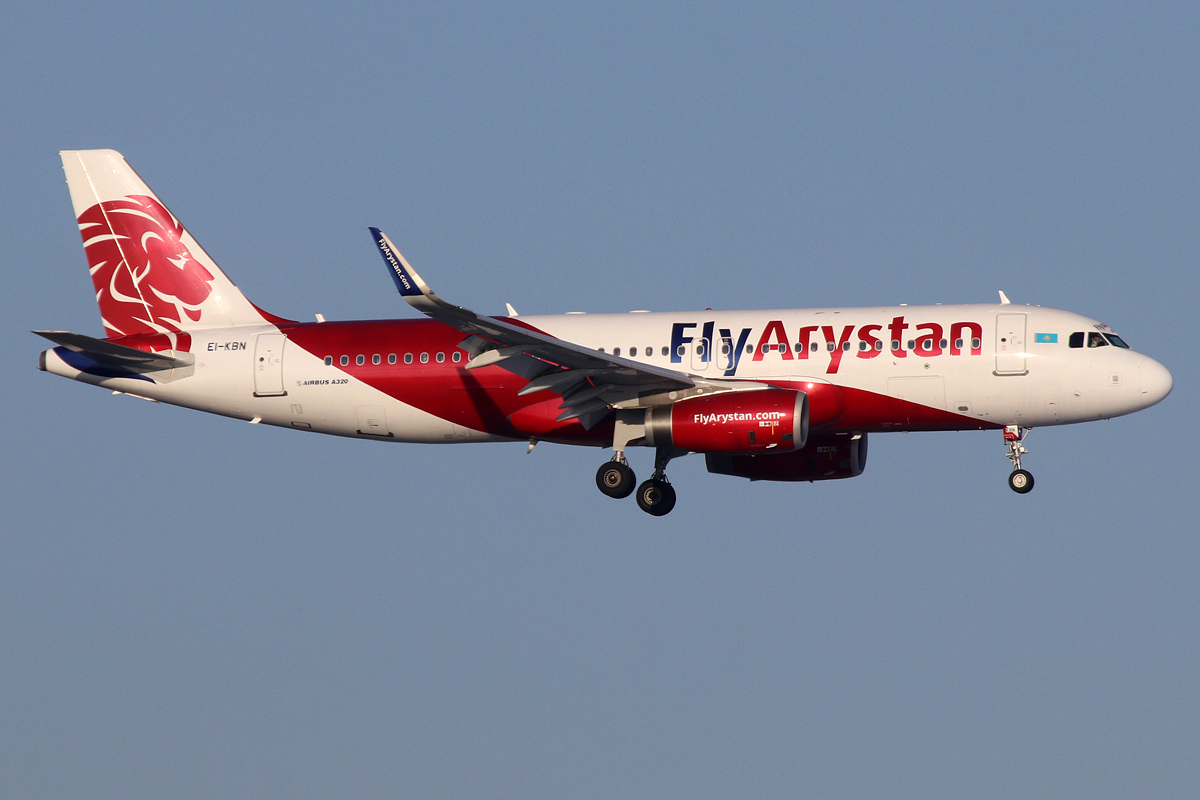
エアバスA320-200（フライアリスタン）
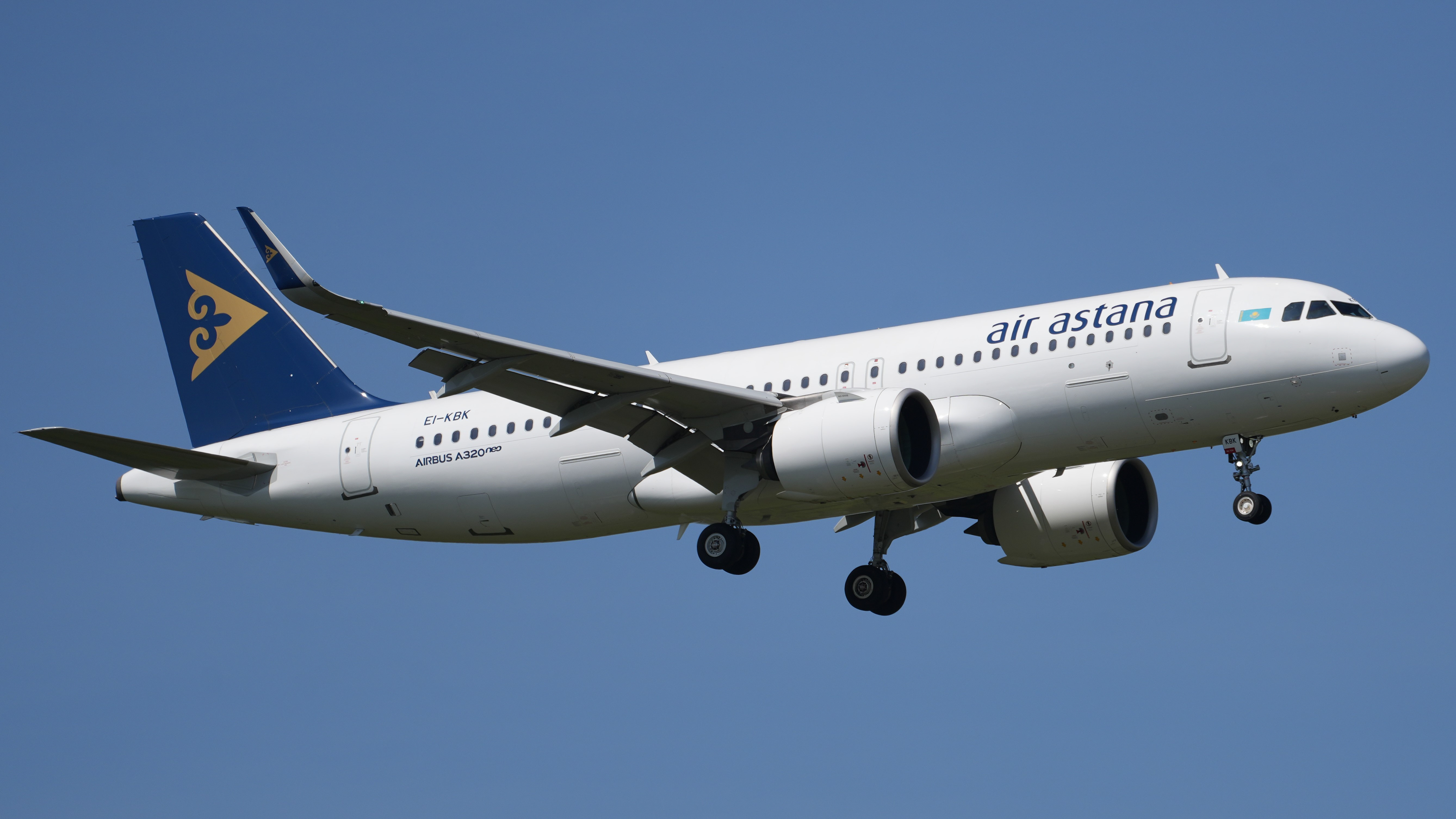
エアバスA320neo
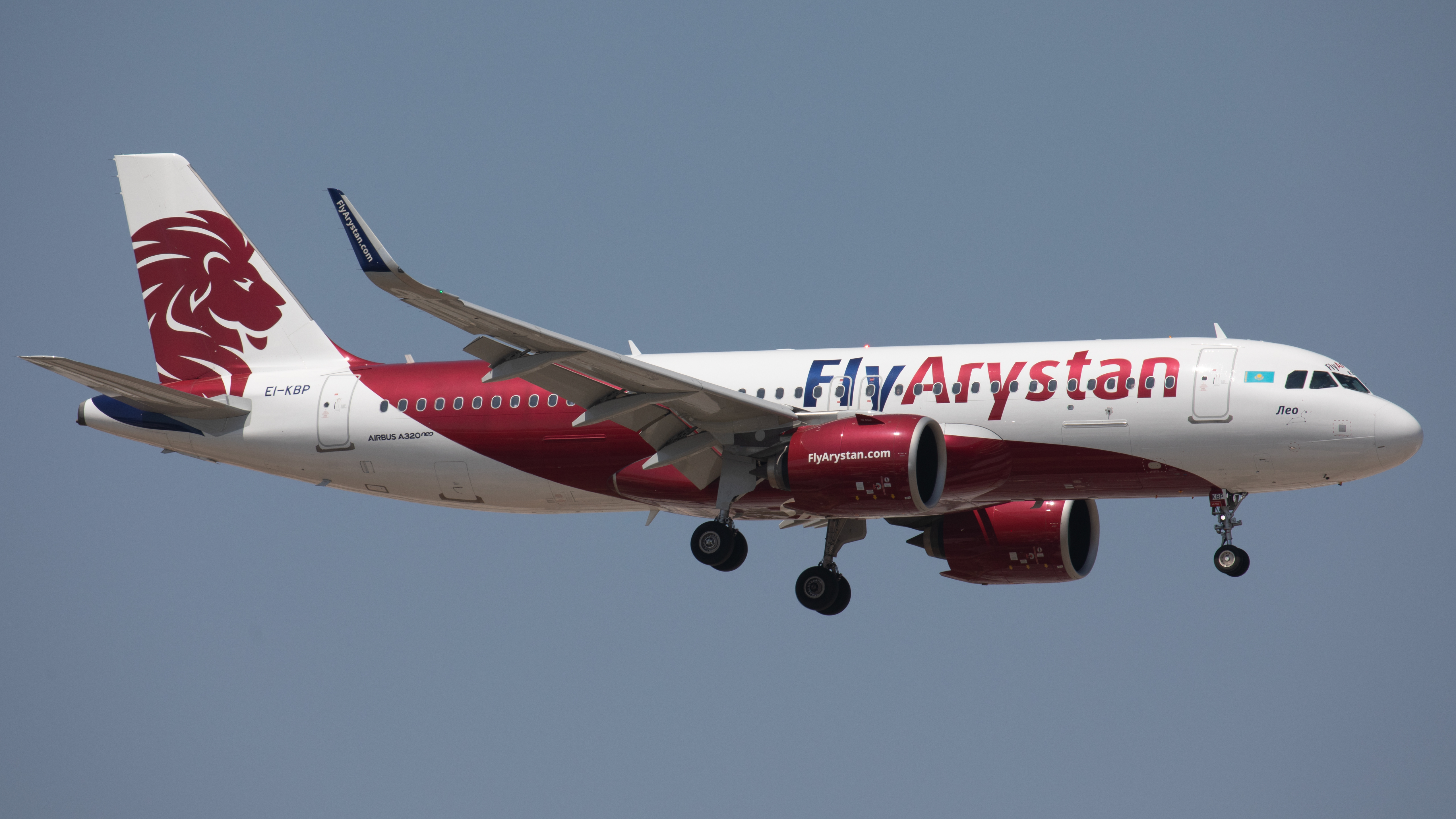
エアバスA320neo（フライアリスタン）
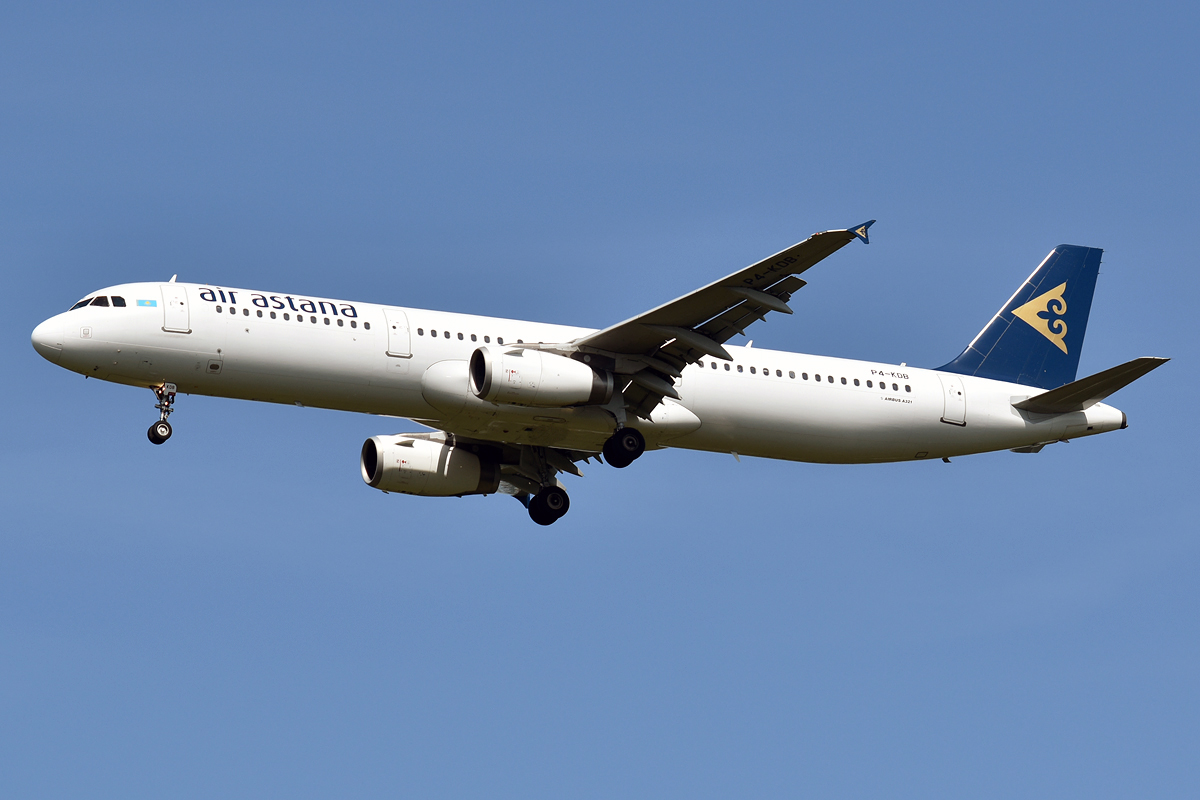
エアバスA321-200
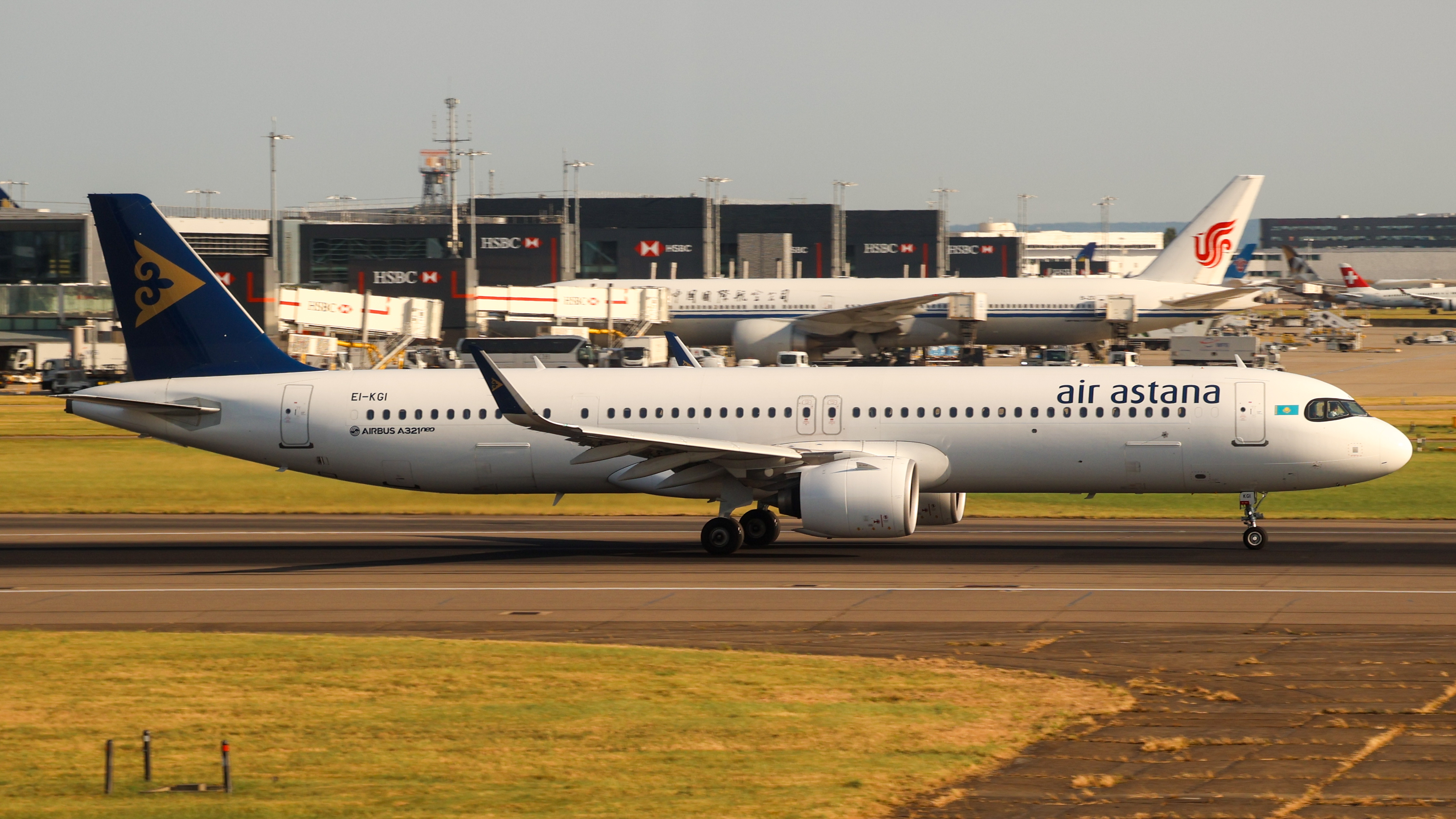
エアバスA321LR
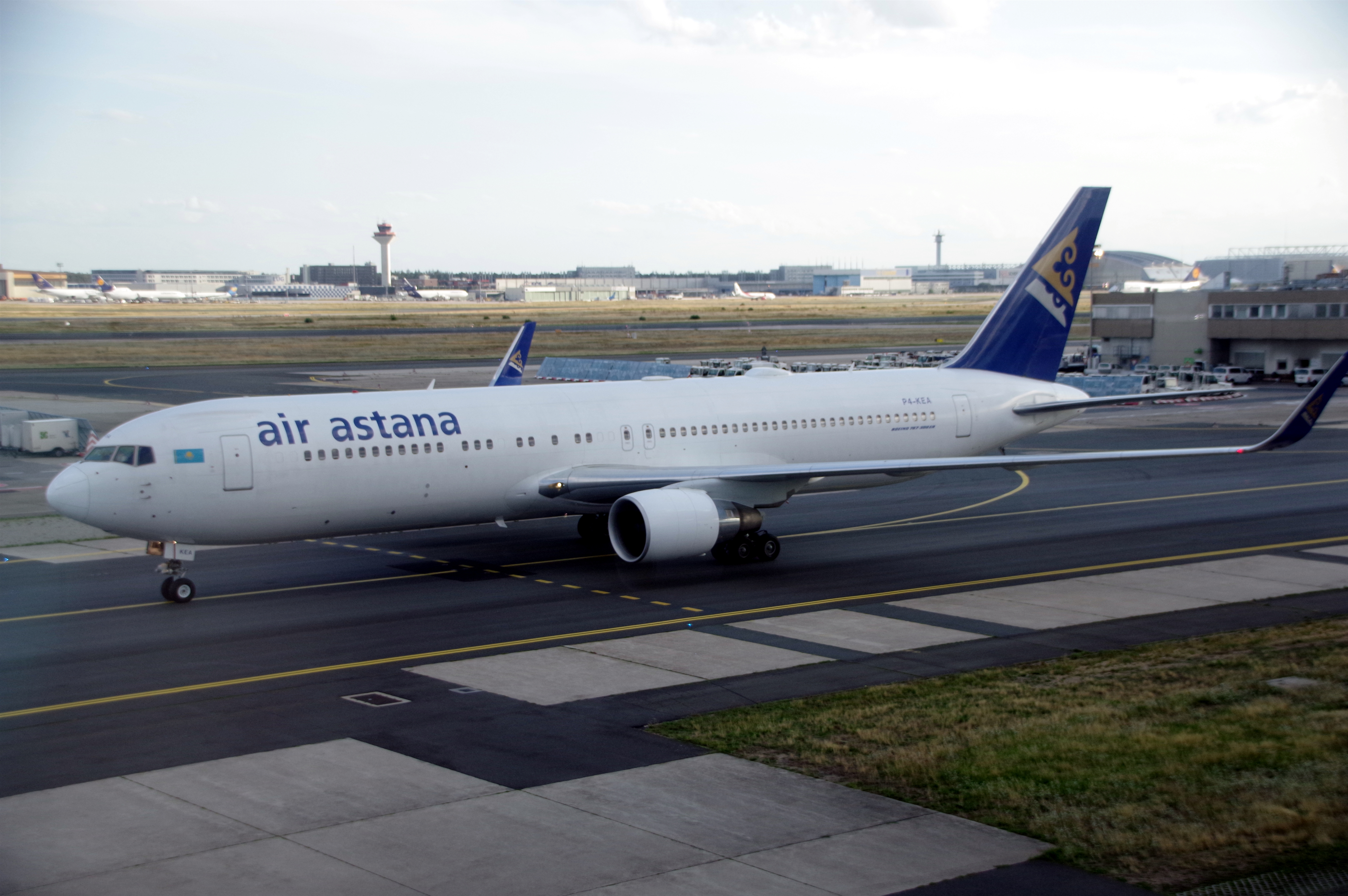
ボーイング767-300ER

### 過去の保有機材
- エアバスA319-100
- ボーイング737-700/800
- ボーイング757-200
- エンブラエル E190/E190-E2
- フォッカー 50

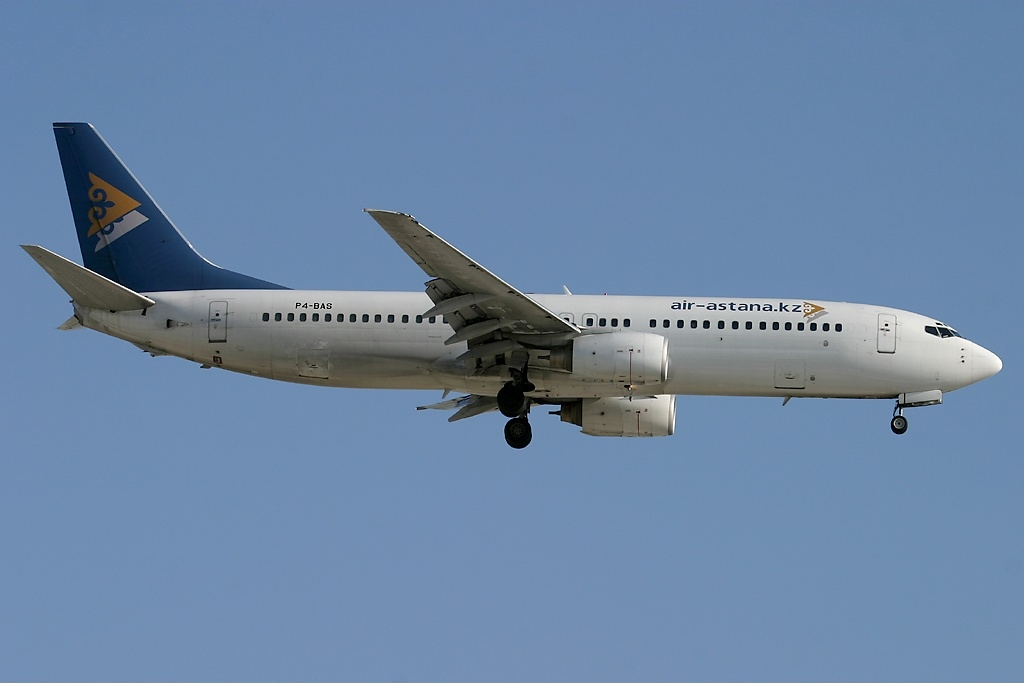
ボーイング737-800
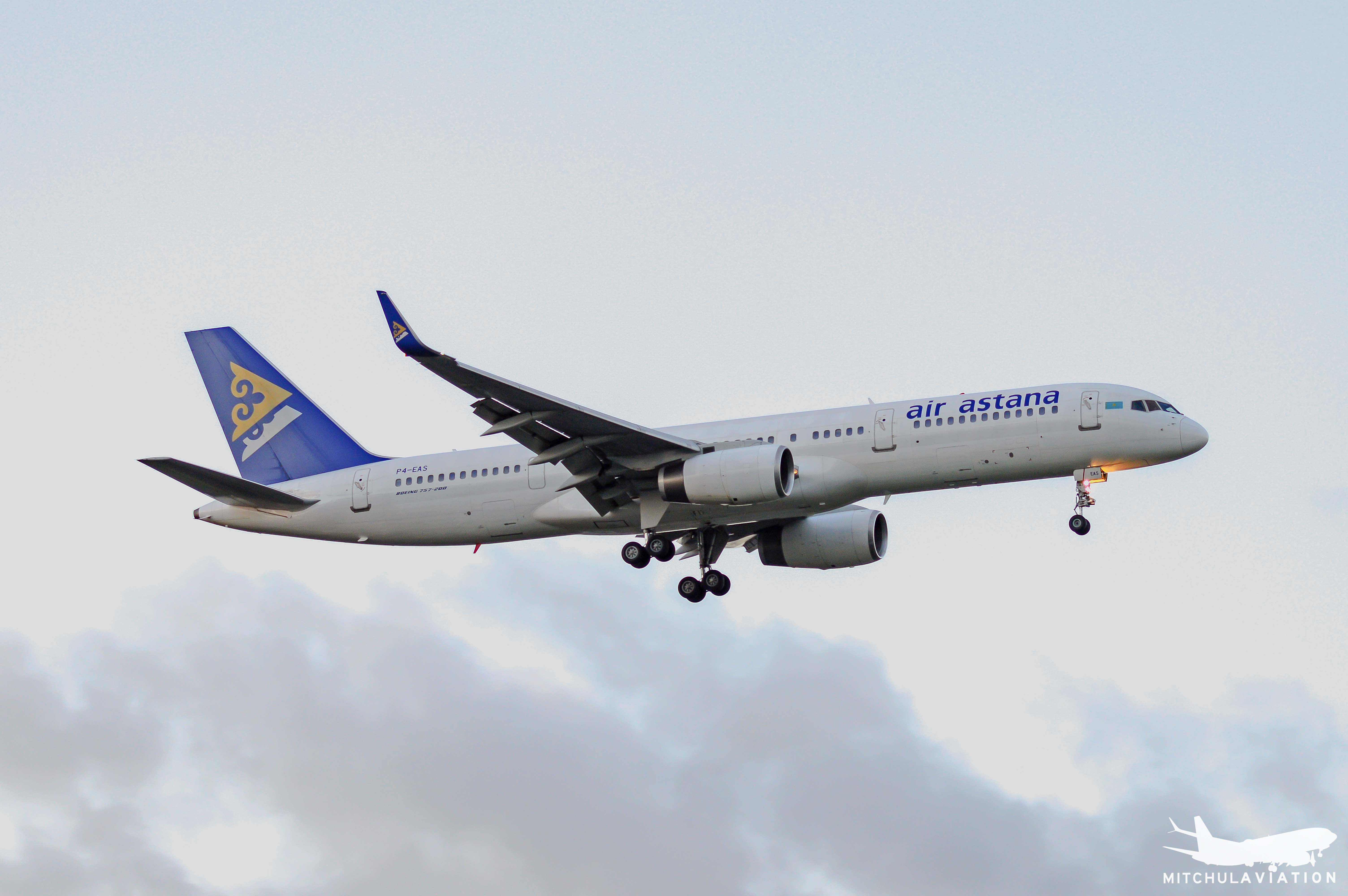
ボーイング757-200
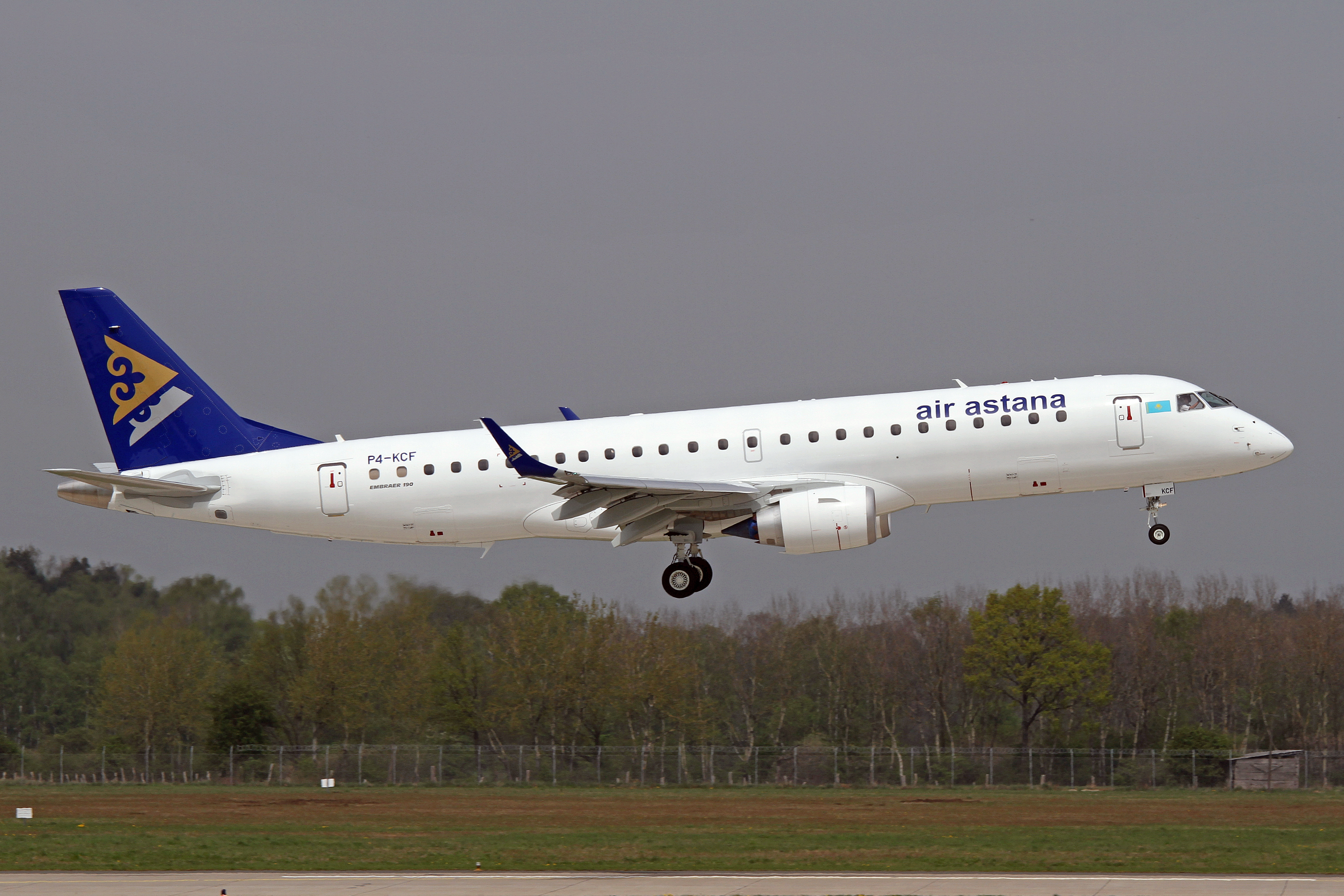
エンブラエル E190

## 航空事故
- 2018年11月11日、エア・アスタナ1388便（エンブラエル ERJ190LR、P4-KCJ）が操縦に問題が発生したため、緊急事態を宣言しポルトガルのベージャ空港（英語版）へ緊急着陸を行った。P4-KCJは以前も電子機器問題ありの機材であり、10月2日からメンテナンスを行う為、OGMA-Indústria Aeronáutica de Portugal（ポルトガル航空工業）で運航停止中であった。11月11日のＫＣ1388便はその回帰フライトであったが、離陸直後から問題が発生した。この機にはパイロットが3名、技術者が3名搭乗しており、機体は想定以上の負荷を受けて墜落寸前に陥るも、緊急着陸に成功し、全員生還した。